# Bouppteckning
En bouppteckning eller ett bouppteckningsinstrument är en skriftlig handling som enligt lag skall redovisa samtliga tillgångar och skulder i samband med dödsfall och vid konkurs. I bouppteckningen ska också uppges vilka som är dödsbodelägare, efterarvingar och testamentariska arvingar. 
Även processen att upprätta handlingen kallas bouppteckning.

## Finland
I allmänna drag är lagarna om bouppteckning i Finland snarlika de svenska. En del detaljer och terminologi avviker emellertid.

## Sverige
Bouppteckning skall förrättas inom tre månader från dödsfallet och inlämnas till Skatteverket inom en månad från själva bouppteckningsförrättningen - bouppteckningen skall alltså lämnas till Skatteverket senast fyra månader efter dödsfallet. Om tillgångarna efter den avlidne endast räcker till begravningen och kostnader på grund av själva dödsfallet och inte omfattar någon fast egendom kan bouppteckningen ersättas av dödsboanmälan som inlämnas till kommunens socialnämnd.
Bouppteckningen har (sedan arvsskatten avskaffades) en civilrättslig betydelse för att fastställa vilka som är den avlidnes efterlevande och arvsberättigade släktingar samt den avlidnes egendom på dödsdagen liksom förekomsten av testamente och andra omständigheter av betydelse för arvet efter den avlidne. När bouppteckningen har registrerats hos Skatteverket ligger den till grund för bodelning mellan den avlidne och dennes maka på grund av äktenskapets upplösning vid dödsfallet och för skiftet mellan arvingarna av den avlidnes kvarlåtenskap (arvskiftet) sedan bodelning har skett. Bodelning sker också för sambo när någon av de samboende har förvärvat bostad eller bohag för gemensamt bruk.
Dödsbodelägarna skall bestämma tid och datum för bouppteckningsförrättningen och utse två "gode män" som skall förrätta bouppteckningen, bouppteckningsförrättarna. Bouppteckningar förrättas vanligen av särskilda handläggare och jurister på begravningsbyråer, banker, juridiska byråer eller advokatbyråer men dödsbodelägarna får enligt lagen utse vilka två personer som helst som är "kunniga och trovärdiga". Efterlevande make och arvsberättigade släktingar skall kallas till bouppteckningsförrättningen i god tid. En dödsbodelägare kan dock lämna fullmakt för någon annan att närvara vid bouppteckningen i hans ställe och är överhuvudtaget inte skyldig att infinna sig. Den som vårdar egendomen eller för övrigt bäst känner till boet skall vara bouppgivare, vilken lämnar uppgifter om boet och sedan intygar sina uppgifter på heder och samvete i bouppteckningshandlingen. Efterlevande make och övriga delägare är också skyldiga att lämna upplysningar även om de inte har varit närvarande vid själva förrättningen.
Bouppteckningsförrättarna intygar i bouppteckningshandligen "att allt har blivit riktigt antecknat och att tillgångarna har värderats efter bästa förstånd". I praktiken brukar bouppteckningsförrättarna få de uppgifter som behövs av bouppgivaren och de andra dödsbodelägarna vid själva förrättningen så att de själva med dödsboets fullmakt och löpande kontakt kan närmare utreda den avlidnes förhållanden på dödsdagen hos myndigheter, banker, försäkringsbolag och andra institutioner där den avlidne har varit aktuell samt värdera övrig lös egendom och sammanställa alla uppgifter i själva bouppteckningshandlingen. När bouppteckningshandlingen är klar skall den inges till Skatteverket av en ingivare, som därmed står som kontaktman hos Skatteverket och återfår bouppteckningen när den är registrerad. Vanligen är ingivaren en av bouppteckningsförrättarna.
Om en ny tillgång eller skuld eller annan felaktighet blir känd efter det att bouppteckningen har registrerats hos Skatteverket skall en tilläggsbouppteckning förrättas inom en månad. Om tilläggsbouppteckning gäller i tillämpliga delar detsamma som för bouppteckning.

### Historik
En lag om allmän bouppteckningsskyldighet stiftades 1734. Det upprättades dock bouppteckningar tidigare än så, särskilt i städerna. En av bouppteckningarnas historiska funktioner var att man utifrån behållningen i boet räknade ut hur mycket av kvarlåtenskapen som skulle tillfalla det allmänna. 
Från början till den 30 juni 2001 inregistrerades bouppteckningar vid domstolarna, normalt vid tingsrätterna och de äldre motsvarigheterna till dessa. Adelns bouppteckningar inregistrerades vid hovrätterna fram till 1916. Alla bouppteckningar från domstolarna har förts över till landsarkiven.